# Segelfluggelände Dorsten-Am Kanal

i7
i11
i13
Das Segelfluggelände Dorsten-Am Kanal liegt im Kreis Recklinghausen zentral innerhalb der Stadt Dorsten. Im Norden grenzt das Gelände, getrennt durch einen Bahndamm, an den Wesel-Datteln-Kanal, in unmittelbarer Nähe befindet sich die Schleuse Dorsten. Das Segelfluggelände verfügt über eine Graspiste, welche in eine Segelflug- und eine Motorflugbahn aufgeteilt ist.

## Geschichte
Das heutige Segelfluggelände war bis 1958 bewaldet und wurde von 1958 bis 1960 durch Mitglieder des Luftsportvereins Dorsten für den Betrieb als Segelflugplatz hergerichtet. Zuvor fand der Flugbetrieb unter anderem am Flugplatz Borkenberge statt.

## Flugbetrieb
Die Zulassung des Segelfluggeländes lässt ausschließlich den Betrieb von Segelflugzeugen, Motorseglern, Luftsportgeräten sowie Hubschraubern zu. Starts und Landungen von Motorflugzeugen sind nur zwecks Flugzeugschlepp zulässig.
Regelmäßiger Flugbetrieb findet von April bis Oktober an Wochenenden und Feiertagen statt. Der Flugplatz wird im PPR-Verfahren betrieben. Während der Wintermonate ruht der Betrieb des Segelflugs.

## Besonderheiten
Neben dem Luftsportverein Dorsten nutzen auch der Luftsportverein Velbert sowie der Verein für Segelflug Essen Steeler Spatzen den Flugplatz für ihre fliegerischen Aktivitäten. Alle zwei Jahre richtet der LSV Dorsten eine Flugschau aus, welche unter der Bezeichnung „Flugtage Dorsten“ beworben wird. Im Jahr 2018 diente ein Teil Flugplatz erstmals als Standort des Musikfestivals Hinter’m Kornfeld rechts.